# 徳島県立つるぎ高等学校
徳島県立 つるぎ高等学校（とくしまけんりつ つるぎこうとうがっこう、英: Tokushima Prefectural Tsurugi High School）は、徳島県つるぎ町に所在する公立の高等学校。

## 設置学科
工業科
- 電気科
- 機械科
- 建設科

商業科
- 商業科
- 地域ビジネス科

## 沿革
- 2014年（平成26年）4月1日 - 徳島県立貞光工業高等学校と徳島県立美馬商業高等学校が統合し徳島県立つるぎ高等学校が開校。

## 校歌
徳島県立つるぎ高等学校
- 佐藤恵子 作詞 / 住友紀人 作曲

## 部活動

### 体育部
- ラグビーフットボール
- 陸上競技
- ソフトテニス
- 硬式野球
- サッカー
- ソフトボール
- 山岳
- バレーボール
- バスケットボール
- 卓球
- レスリング
- 弓道
- ウエイトリフティング

### 文化部
- 写真
- 電気工作
- 機械工作
- 建設クラブ
- 土木クラブ
- JRC
- 茶道
- 華道
- ICTビジネス研究
- 経理

### 同好会
- 少林寺拳法
- 保健
- 書道

## 卒業生
徳島県立美馬商業高等学校
- 田辺修（プロ野球選手）

徳島県立つるぎ高等学校
- 秋山大地（ラグビー選手）